# Stephen Sullivan
Stephen Sullivan (Donaldsonville, Luisiana, 28 de noviembre de 1996) es un jugador profesional estadounidense de fútbol americano que se desempeña en la posición de tight end en Carolina Panthers, equipo de la National Football League (NFL).

## Carrera
Fue seleccionado en la séptima ronda en la Reunión Anual de Selección de Jugadores de la NFL de 2020. Hizo su debut profesional con el equipo Seattle Seahawks, en el cual jugó una temporada (2020-2021), luego pasó a Carolina Panthers, donde lleva jugando tres temporadas.